# Iram Saraiva Júnior
Iram de Almeida Saraiva Júnior, conhecido como Iram Saraiva Júnior (Goiânia, 13 de abril de 1975), é um advogado e político brasileiro.

## Carreira
Iram Saraiva Júnior foi Vereador à Câmara Municipal de Goiânia, PMDB, de 1997 a 2000. Renunciou ao mandato em 1999, tendo sido eleito deputado estadual pelo PMDB na 14ª Legislatura, de 1999 a 2003. Foi candidato a vice-prefeito de Goiânia em 2000, na coalizão chefiada pelo PMDB, sendo Mauro Miranda o cabeça de chapa, não tendo sido eleitos. Foi secretário municipal da Prefeitura de Goiânia por mais de 10 anos (2005-2015). Seu pai, Iram Saraiva, também foi político. 